# Alcoa Presents: One Step Beyond
Alcoa Presents: One Step Beyond (cunoscut și ca One Step Beyond) este un serial TV american de antologie creat de Merwin Gerard. Serialul original a fost difuzat timp de trei sezoane de American Broadcasting Company (ABC) din ianuarie 1959 până în iulie 1961.
Creat de Merwin Gerard și produs de Collier Young, One Step Beyond a fost găzduit de John Newland, „ghidul tău spre supranatural” (creditat și ca „Ghidul nostru în lumea necunoscutului”). Newland, care a și regizat fiecare episod, a prezentat povești care au explorat evenimente paranormale și diverse situații care au sfidat explicația „logică”. One Step Beyond a pretins că relatează povești bazate pe „înregistrări umane” (evenimente istorice documentate).
Spre deosebire de alte emisiuni de antologie, episoadele serialului ABC au fost prezentate ca documentare simple de 30 de minute, despre care se spune că se bazează toate pe „înregistrări umane” (implicând evenimente istorice faptice); cu toate acestea, incidentele descrise au fost mai mult legende urbane populare dramatizate pentru micul ecran. Serialul a inclus numele corporativ al sponsorului Alcoa în titlul său la transmisia sa inițială. La redifuzare, titlul programului a devenit pur și simplu One Step Beyond.

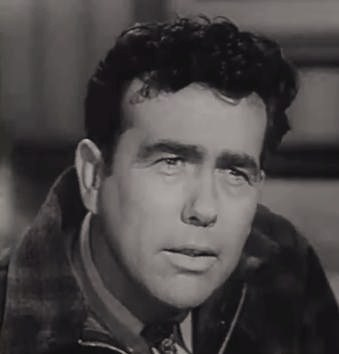
Lonny Chapman în One Step Beyond

One Step Beyond a umplut intervalul orar de marți de la ora 22:00 în locul serialului polițist reality show Confession.

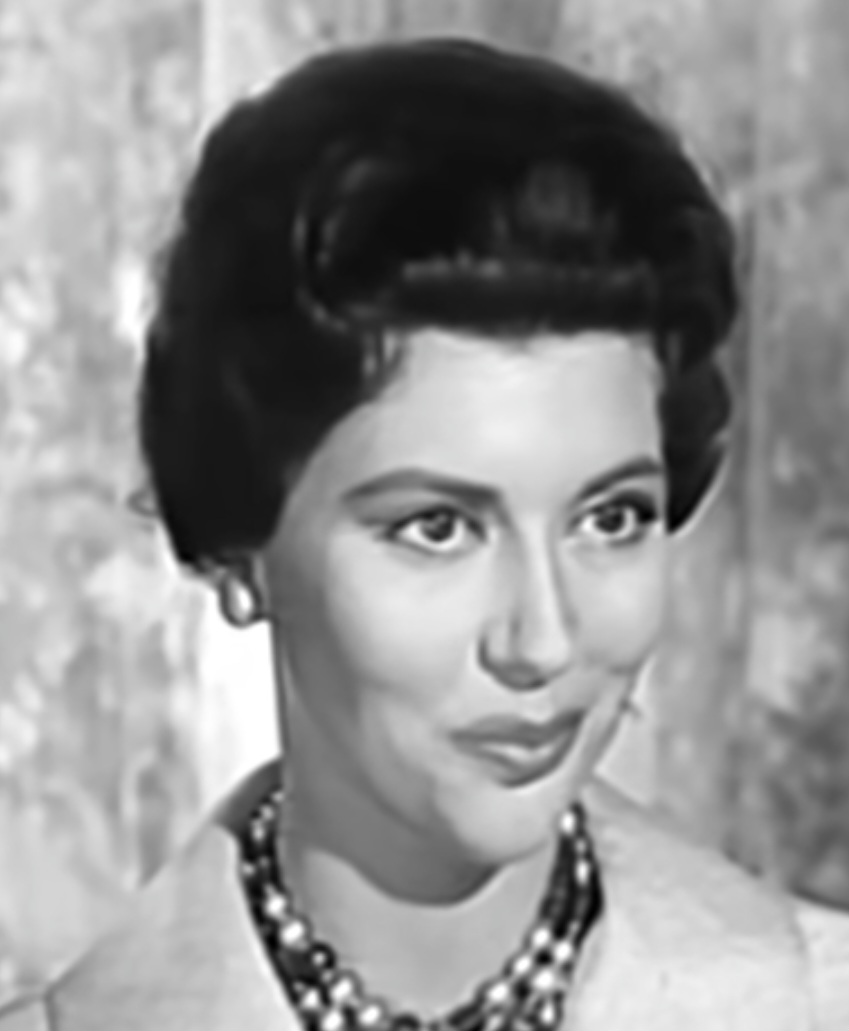
Narda Onyx în One Step Beyond (ep. „I Saw You Tomorrow”)

Printre poveștile sale variate, One Step Beyond s-a ocupat de premoniția morții ("The Day the World Wept: The Lincoln Story") și de dezastre ("Tidal Wave", "Night of April 14th"); existența fantomelor ("The Last Round" - „Ultima rundă”, "The Death Waltz" - „Valsul morții”) și coincidența extrem de improbabilă ("Reunion" - „Reuniunea”). Paula Raymond a apărut în cel de-al treilea episod al primului sezon, difuzat inițial la 3 februarie 1959, în episodul intitulat „Emergency Only”, în care apare și Jocelyn Brando ca ghicitoare care țipă la o petrecere. Joan Fontaine și Warren Beatty joacă rolul soțului și soției în episodul „The Visitor”.

### Apariții ca invitați
- Luana Anders în "The Burning Girl"
- Tod Andrews în "Brainwave"
- John Beal în "The Lovers"
- Warren Beatty și Joan Fontaine în  "The Visitor"
- Edward Binns în "Vanishing Point"
- Whit Bissell în "Brainwave"
- Robert Blake în "Gypsy"
- Charles Bronson în "The Last Round"
- Alfred Burke în "The Sorcerer"
- Walter Burke în "The Front Runner"
- Paul Carr în "Reunion"
- Veronica Cartwright în "The Haunting"
- Don Dubbins în "The Navigator"
- Louise Fletcher în "The Open Window"
- Byron Foulger în "Hong Kong Passage"
- Arthur Franz în "The Call from Tomorrow"
- Skip Homeier în "The Bride Possessed"
- Ronald Howard în "The Haunting"
- Werner Klemperer în "The Haunted U-Boat"
- Robert Lansing în "The Voice"
- Wesley Lau în "The Haunted U-Boat" și în "The Mask"
- Cloris Leachman și Marcel Dalio în  "The Dark Room"
- Christopher Lee în "The Sorcerer"
- Robert Loggia în "The Hand"
- Jack Lord în "Father Image"
- Patrick Macnee în "The Night of April 14th"
- John Marley în "The Night of the Kill"
- Ross Martin în "Echo"
- Patty McCormack în "Make Me Not a Witch"
- Ann McCrea în "Night of the Kill"
- Yvette Mimieux în "The Clown"
- Elizabeth Montgomery în "The Death Waltz"
- André Morell în "The Avengers"
- Patrick O'Neal în "The Return of Mitchell Campion"
- Maria Palmer în "The Secret"
- Edward Platt în "The Burning Girl"
- Donald Pleasence în "The Confession"
- Suzanne Pleshette în "Delusion"
- Paula Raymond în "Emergency Only"
- Pernell Roberts în "The Vision"
- Albert Salmi în "The Peter Hurkos Story" Part I & Part II
- William Schallert în "Tidal Wave" și "Epilogue"
- William Shatner în "The Promise"
- Olan Soule în "The Navigator" Stowaway/Deadman
- Warren Stevens în "The Riddle"
- Torin Thatcher în "Doomsday"
- Harry Townes în "The Bride Possessed"
- Yvette Vickers și Mike Connors în "The Aerialist"
- Robert Webber în "The Captain and His Guests"
- Peter Wyngarde în "Nightmare..."